# Pep Anton Muñoz
José Antonio Muñoz David, més conegut com a Pep Anton Muñoz (Barcelona, 1956), és un actor de cinema, teatre, televisió i doblatge català.

## Doblatge
Va començar en aquest sector doblant-se a ell mateix per a una pel·lícula on actuava. A part d'aquest treball, el seu primer doblatge va ser fent el personatge de Mitch Cooper interpretat per Leigh McCloskey a la sèrie estatunidenca Dallas. També va participar en l'adaptació de Carson i Carson, advocats en el paper de Billy Carson.
És l'actor de doblatge habitual de Hugh Grant en pel·lícules com Quatre bodes i un funeral i, ocasionalment d'altres actors com a John Malkovich, Nathan Lane, James Woods, Kevin Bacon o Christoph Waltz (per exemple, fent de coronel Hans Landa a Maleïts malparits) i doblant al soldat J.T. Davis “Bufón” a La chaqueta metálica. En el doblatge en català també es pot sentir doblant actors clàssics com James Stewart o Jack Lemmon (a Ningú no és perfecte).
També és doblador, tant en la versió catalana com en la castellana, de les produccions Disney: El geperut de Notre Dame (en el paper del bufó Clopín), Hèrcules (fent d'Hades), Goofy, etc., en els quals interpreta tant el text com les cançons. Altres doblatges inclouen El Senyor dels Anells: Les dues torres en el paper de Grima, llengua de serp interpretat per Brad Dourif.
L'actor domina el francès, l'italià, el castellà i el català. El seu germà petit, Òscar Muñoz, també és actor.

## Teatre
La carrera professional d'en Pep Anton Muñoz va íntimament lligada amb el teatre, amb el qual sempre hi ha mantingut lligams tot i estar treballant en altres projectes.
La primera obra que va realitzar El bon samarità de J. Abellan al Teatre Grec a Barcelona. A partir d'aquí, la seva trajectòria serà gairebé ininterrompuda en diferents teatres, tant de Catalunya com a la resta de l'Estat Espanyol.
A més a més, també s'ha pogut veure en escena a l'actor en diferents papers de musicals teatrals, alguns dels quals són: La botiga dels horrors (interpretant a Seymour), Estan tocant la nostra cançó (amb Àngels Gonyalons), T'odio amor meu, de Dagoll Dagom, Casem-nos una mica de Stephen Sondheim, Company de Stephen Sondheim, Paradís de Jordi Galceran i dirigida per Josep M. Mestres al Teatre Condal de Barcelona durant la temporada 2005 o La Bella Helena d'Offenbach al teatre Victòria de Barcelona l'any 2001.

## Cinema
Dins del món del cinema, la seva trajectòria és més aviat curta però no menys intensa, només cal recordar l'últim premi que va aconseguir pel seu paper a Benvingut a Farewell-Gutmann, pel·lícula dirigida per Xavier Puebla i produïda a Catalunya l'any 2008, en la qual l'actor es va endur el Premi Gaudí, en la primera edició d'aquests guardons, a la millor interpretació secundària masculina pel seu paper en aquesta.
D'altra banda, també ha participat en pel·lícules per a la televisió com Serrallonga, la llegenda del bandoler, dirigida l'any 2008 per Esteve Rovira, on dona vida al virrei de Catalunya, o a Ens veiem demà (2009), de Xavier Berraondo.

## Televisió
No és el primer cop que Pep Anton Muñoz i Esteve Rovira treballen junts, ja que aquest últim havia estat durant uns anys el director d'una de les telenovel·les de més èxit dels últims temps de TV3: El cor de la ciutat, on l'actor interpretava un dels personatges principals de la trama (Peris), participant en aquesta des de l'any 2000, any en què es va estrena la sèrie, fins al 2008. El 23 de desembre del 2009 es va emetre el darrer capítol d'El cor de la ciutat.
D'altra banda, no és l'únic treball televisiu que ha realitzat, també va formar part d'altres telenovel·les com Crims o bé Nissaga de poder.
Va interpretar al detectiu Ayala a la sèrie Gran Hotel d'Antena 3. Des de 2015 interpreta a Enrique Gutiérrez, propietari del cafè Ambigú a la sèrie Seis hermanas de La 1 amb l'actriu mallorquina Llum Barrera. També va interpretar al personatge de l'Emili Avellaneda durant la vuitena i darrera temporada de La Riera.

## Vida personal
El desembre de 2022 va revelar públicament que uns anys abans, quan encara no estava jubilat i actuava en el musical Company, li van detectar un càncer a les cordes vocals, el qual no li podia provocar la mort però sí una lesió permanent, i el va obligar a iniciar un procés de teràpia de mig any per recuperar la veu.